# Бухарев, Александр Матвеевич
Алекса́ндр Матве́евич Бу́харев (в монашестве [1846—1863, с 1853 архимандрит] Фео́дор; 1822, село Фёдоровское, Корчевской уезд, Тверская губерния — 1871, Переславль-Залесский) — русский духовный писатель, богослов, ординарный профессор Московской духовной академии.

## Биография
Родился в селе Фёдоровское Корчевского уезда (ныне Конаковского района Тверской области), согласно метрическим книгам, в день пророка Илии (20 июля) в семье диакона Матвея Лукича Бухарева и его жены Марфы. Тем не менее, общепризнанным является дата рождения 22 июля (3 августа) 1822 года («Энциклопедический словарь Брокгауза и Ефрона» и «Русский биографический словарь Половцова» указывают на 1824 год). Обучался в Тверском духовном училище (1832—1837) и Тверской духовной семинарии (1837—1842), где обратил на себя внимание своею даровитостью. Здесь он сблизился с Владимиром и Евграфом Ивановичами Ловягиными.
Затем учился в Московской духовной академии. С первого курса у него завязалась дружба с В. Ф. Владиславлевым. В конце обучения, 8 июня 1846 года, он принял монашество с именем Феодор и спустя месяц был посвящён в сан иеромонаха. По окончании академического курса 3-м магистром, он был оставлен при академии бакалавром по кафедре священного писания (сначала в классе библейской истории и греческого языка, с июня 1847 — в классе чтения Св. Писания); назначен академическим библиотекарем.
Когда сборник «Выбранные места из переписки с друзьями» поставил Гоголя в нравственно тяжелое положение, иеромонах Феодор решил прийти ему на помощь. Он хотел напечатать «Три письма к Н. В. Гоголю, писанные в 1848 году» и представил это сочинение в рукописи митрополиту Филарету, но письма вызвали неудовольствие митрополита. Тогда Бухарев вступил в переписку с Гоголем и впоследствии лично сблизился с ним.
В ноябре 1850 года был поставлен соборным иеромонахом московского Донского монастыря. В ноябре 1852 года Святейший синод утвердил его экстраординарным профессором кафедры Священного Писания Московской духовной академии, «приняв в уважение шестилетнюю отлично усердную и отлично полезную службу при Академии».
В августе 1853 года он был возведён в сан архимандрита и назначен помощником инспектора.
В 1854 году он был переведен в Казанскую духовную академию на кафедру догматического и обличительного богословия, где был также инспектором академии. Он сделался душой местного проповедничества, стал вращаться с проповедью в светском кругу, так что завелись даже особые «вечера с о. Феодором»; 17 апреля 1857 года он был награждён орденом Св. Анны 2-й степени; в июле 1857 года перемещён на кафедру нравственного богословия.
В январе 1858 года Бухарев был назначен членом Санкт-Петербургского Комитета духовной цензуры. Здесь разыгралась драма его жизни. По обязанности цензора ему пришлось читать «Домашнюю беседу». Мрачное изуверство пресловутого редактора «Беседы» Аскоченского, с каким-то беспощадным злорадством клеймившего всё монашеское, не могло не встретить отпора в лице Феодора с его идеально-христианскими воззрениями на жизнь. Сначала он поправлял статьи «Домашней беседы», но получив за это выговор от своего начальства, перестал это делать, или пропуская статьи без поправок, или совсем запрещая их. Эти запрещения вооружили против него редактора «Беседы». Он подал в конференцию Петербургской духовной академии неприличный и оскорбительный протест на своего цензора. Академия послала Феодору копию с него, предоставляя ему вчинить иск за оскорбление чести, но Бухарев не прибегнул к этому.
Года через два в «Домашней беседе» появились критические статьи, подобные протесту, по поводу сочинения Феодора «О православии в отношении к современности». Хотя статьи эти должны были пройти цензуру Феодора, он не решился наложить на них запрещение, а ограничился только тем, что напечатал в «Сыне Отечества» ответ на них, надеясь, таким путём уяснить свой взгляд на отношение христианства к современной жизни и привлечь внимание благомыслящих людей. Редактор «Домашней беседы» объявил в своем журнале, что архимандрит Феодор печатает своё толкование на Апокалипсис.
После этого рукопись сочинения Бухарева, по требованию начальства, была взята из типографии и отдана для просмотра, сам же он в апреле 1861 года был переведён в число братии Переяславльского Никитского монастыря (за несколько лет до того времени Бухарев сам просил об этом переводе).
Труд над «Апокалипсисом» Бухарев считал главной задачей своей жизни и занимался им с молодости и до самой смерти. Запрещение издания его сочинения «Исследования Апокалипсиса» привело его к решению о выходе из монашества — «чтобы не согрешить перед Господом и не оказаться перед Ним вероломным нарушителем обета безусловного послушания, требуемого монашеством», но и не желая «идти на покой нравственного усыпления». 20 июля 1862 года он направил в Святейший Синод прошение о сложении сана, а 6 сентября 1862 года он написал прошение императору об отмене запрещения на труд об Апокалипсисе, но получил отказ. 22 октября 1862 года Владимирская духовная консистория вынесла определение о 3-месячном увещании Бухарева. Наконец, 25 июня 1863 года, Святейший Синод дал разрешение на снятие духовного и монашеского сана с лишением его звания магистра и права проживания в тех епархиях, где он пребывал монахом; 31 июля 1863 года Бухарев подписал сложение сана и отречение от всех званий, надеясь получить большую свободу творчества.
Вскоре после этого, 16 августа 1863 года, он венчался с дочерью переславского помещика А. С. Родышевской (ум. 9.12.1922). В бедственном положении прожил в Твери, Ростове и Переславле-Залесском почти 8 лет. Единственным средством к существованию являлся для него незначительный гонорар за сочинения, над которыми он неустанно работал, а также скромная поддержка друзей. В числе лиц, оказывавших ему поддержку, был и митрополит Филарет. Истомленный трудами, лишениями и болезнями Александр Матвеевич Бухарев умер 2 (14) апреля 1871 года от туберкулёза. Был похоронен на Борисоглебском кладбище в Переславле-Залесском, могила утеряна.

## Сочинения
- О втором псалме («Прибавление к изданию Творений Святых отцев», кн.8) — вышло анонимно в 1849 году[9]
- О принципах или началах в делах житейских и гражданских. — СПб., 1858;
- О картине Иванова «Явление Христа народу». — СПб., 1859;
- О православии в отношении к современности, в разных статьях архимандрита Феодора. — М.: Странник, 1860. — 334 с.
- Несколько статей о святом апостоле Павле Архивная копия от 19 января 2017 на Wayback Machine. — СПб., 1860;
- Три письма Н. В. Гоголю. — СПб., 1860;
- О Новом Завете Господа нашего Иисуса Христа. — СПб., 1861;
- Изъяснение первой главы Книги Бытия о миротворении Архивная копия от 23 августа 2020 на Wayback Machine. — СПб., 1862;
- Исследования о достоинстве, целости и происхождении 3-й Книги Ездры. — М., 1864;
- Письма о благодати св. таинств церкви православно-кафолической. — М., 1864;
- О подлинности и целости священных книг пророков: Исаии, Иеремии, Иезекииля и Даниила. — М.: А. И. Манухин, 1864. — 174 с.
- Св. пророк Даниил: Очерк его века, пророч. служения и свящ. кн. — М.: А. И. Манухин, 1864. — 190 с.
- Св. пророк Иезекииль. Очерк его времени, жизни и пророческой книги. — М., 1864;
- Св. пророк Иеремия. Очерк его времени, жизни и пророческой книги. — М., 1864;
- Св. пророк Исайя. Очерк его времени, пророческого служения и книги. — М., 1864;
- Печаль и радость, по слову Божию. — М.: А. И. Манухин, 1865. — 281 с.
- О современных духовных потребностях мысли и жизни, особенно русской. — М.: А. И. Манухин, 1865. — 635 с
- О подлинности апостольских посланий. — М.: А. И. Манухин, 1866. — 87 с.
- Моя апология. По поводу критических отзывов о книге: «О современных духовных потребностях мысли и жизни, особенно русской». — М., 1866;
- Об успокоении усопших и о духовном здравии живых. — М., 1866;
- Книга для обучения русскому чтению и письму. — М., 1867;
- О романе Достоевского «Преступление и наказание» по отношению к делу мысли и науки в России. — М., 1884;
- Исследования Апокалипсиса. Архивная копия от 3 апреля 2018 на Wayback Machine — Сергиев Посад, 1916;
- Письма архим. Феодора (А. М. Бухарева) к казанским друзьям: В. В. Любимовой, А. И. Дубровиной и прот. В. В. Лаврскому Архивная копия от 17 ноября 2018 на Wayback Machine. — Сергиев Посад, 1917.
- О соборных апостольских посланиях // Богословские Труды. 1972. — Т. 9. — С. 149—225
- О духовных потребностях жизни. — М., 1991.